# Svjetsko prvenstvo u rukometu za igrače do 19 godina – Katar 2005.
Svjetsko prvenstvo u rukometu za igrače do 19 godina održalo se u Kataru 2005. godine od 3. srpnja 11. kolovoza. Natjecalo se 10 momčadi iz 4 konfederacije. Igralo se u jednoj dvorani Al-Gharafa Sports Club Hall u jednom gradu domaćinu, Dohi. Odigrano je 27 utakmica i postignuto 1393 pogotka.

## Momčadi i sastavi
Nastupile su momčadi Argentine, Danske, Egipta, Hrvatske, Irana, Katara, Maroka, Južne Koreje, Tunisa te Srbije i Crne Gore.
Hrvatska je nastupila u sastavu Mate Šunjić (vratar), Mate Svalina, Domagoj Duvnjak, Antonio Kovačević, Marko Kopljar, Nikola Džono, Ivan Ribić (kapetan), Vladimir Bičvić, Mislav Lončar (vratar), Tomislav Brnas, Vladimir Gruičić, Luka Bumbak (vratar), Frano Veraja, Josip Nekić, Ivan Čupić i Alen Blažević, a od službenog osoblja Dinko Vuleta, Vladimir Canjuga, Ante Jureškin i Antun Arić.

## Poredak
| Mjesto | Momčad             |
| ------ | ------------------ |
|        | Srbija i Crna Gora |
|        | Južna Koreja       |
|        | Hrvatska           |
| 4      | Danska             |
| 5      | Katar              |
| 6      | Egipat             |
| 7      | Argentina          |
| 8      | Iran               |
| 9      | Tunis              |
| 10     | Maroko             |

## Nagrade
- najbolji strijelac:   Eom Hyo-Won

## Vanjske poveznice
- (eng.) IHF I Men's Youth World Championship